# Tercillat
Tercillat – miejscowość i gmina we Francji, w regionie Nowa Akwitania, w departamencie Creuse.
Według danych na rok 1990 gminę zamieszkiwało 206 osób, a gęstość zaludnienia wynosiła 15 osób/km² (wśród 747 gmin Limousin Tercillat plasuje się na 425. miejscu pod względem liczby ludności, natomiast pod względem powierzchni na miejscu 477.).